# Ascorhynchus hedgpethi
Ascorhynchus hedgpethi är en havsspindelart som beskrevs av Turpaeva, E.P. 1974. Ascorhynchus hedgpethi ingår i släktet Ascorhynchus och familjen Ammotheidae. Inga underarter finns listade i Catalogue of Life.